# Mohammed Jakoeb Khan
Mohammed Jakoeb Khan (1849 - 15 november 1923) was van 21 februari tot 12 oktober 1879 emir van Afghanistan.
Mohammed Jakoeb was gouverneur van de provincie Herat en werd na poging tot opstand in 1870 tegen zijn vader opgesloten in een kerker. Zijn vader Sjer Ali Khan vluchtte weg uit Kabul tijdens de Tweede Anglo-Afghaanse Oorlog en stierf kort daarop in ballingschap. Mohammed Jakoeb Khan volgde hem op en moest in 1878 het verdrag van Gandamak ondertekenen, dat de Afghaanse buitenlandse politiek onder Britse controle plaatste. Op 12 oktober 1879 trad hij af na een opstand. Emir Moesa Khan volgde hem op.